# Aldhelm
Aldhelm (Aldhelmus Malmesberiensis) est un religieux anglo-saxon né vers 640 et mort en 709 ou 710. Originaire du Wessex, il dirige l'abbaye de Malmesbury, puis devient le premier évêque de Sherborne vers 705. Il est l'auteur de nombreux textes religieux en latin, rédigés dans un style caractéristique qui exerce une grande influence sur les écrivains postérieurs de la période anglo-saxonne. L'historien Michael Lapidge le décrit comme « le premier homme de lettres anglais ». Considéré comme saint, Aldhelm est fêté le 25 mai.

## Biographie
Outre quelques indices glanés dans ses écrits et une brève mention dans l'Histoire ecclésiastique du peuple anglais de Bède le Vénérable, la vie d'Aldhelm est principalement connue grâce à deux hagiographies écrites après la conquête normande de l'Angleterre : celle de l'abbé Faritius (en) d'Abingdon et celle du moine chroniqueur Guillaume de Malmesbury, ce dernier s'appuyant en partie sur un texte perdu d'Alfred le Grand.
D'après ses deux biographes, Aldhelm est issu de la maison royale du Wessex. Guillaume de Malmesbury précise que son père s'appelait Kenten, un nom qui semble être une forme corrompue de Centwine, roi du Wessex de 676 à 685. Aldhelm pourrait être le frère d'une certaine Osburg, moniale à l'abbaye de Barking. Il est possible qu'il ait fait une partie de son éducation auprès d'Adomnán à l'abbaye d'Iona, aux côtés du futur roi Aldfrith de Northumbrie. Au début des années 670, il se rend à Cantorbéry pour y recevoir l'enseignement de l'archevêque Théodore et de l'abbé Adrien et y reste jusqu'à sa nomination à la tête de la nouvelle abbaye de Malmesbury.
On date traditionnellement la fondation du monastère de Malmesbury de l'année 675, mais la charte qui donne cette date est selon toute vraisemblance un faux datant du XIIe siècle. Aldhelm ne semble en être devenu l'abbé qu'après 680, voire peut-être même aussi tardivement que 685. Michael Lapidge propose une hypothèse audacieuse : l'abbaye aurait été fondée afin d'accueillir le roi Centwine, dont on sait par ailleurs qu'il abdique pour entrer dans les ordres. Elle aurait été le fruit d'un marché entre Aldhelm et Cædwalla, le nouveau roi des Saxons de l'Ouest, trop heureux d'éliminer ainsi toute rivalité potentielle. Il est plausible que le premier ait accompagné le second lors de son pèlerinage à Rome, en 688-689.
En 705 ou 706, Aldhelm devient le premier évêque de Sherborne, à la suite de la division du diocèse des Saxons de l'Ouest entre Sherborne et Winchester. Son épiscopat, « énergique » selon Bède, est néanmoins bref, puisqu'il meurt quatre ans plus tard, en 709 ou 710. Il semble avoir eu le temps de fonder plusieurs églises dans son diocèse, à Sherborne même, mais peut-être aussi à Bradford-on-Avon et Wareham.

## Œuvre
Il ne subsiste que des textes en latin de la plume d'Aldhelm. Sa prose se caractérise par des phrases longues et grandiloquentes, ainsi que par le recours à l'allitération et à un vocabulaire archaïque, tandis que ses vers présentent une diction tout aussi caractéristique. On peut trouver des traces de son influence chez bon nombre d'auteurs anglo-saxons dans les siècles qui suivent, de Boniface à Æthelwold en passant par Alcuin et Wulfstan Cantor.
L'intégralité de l'œuvre d'Aldhelm a été éditée par Rudolf Ehwald (Aldhelmi Opera, Berlin, 1919).

### Prose
- De laude virginitatis, un traité sur la virginité (masculine et féminine) adressé à Hildelith, abbesse du monastère mixte de Barking.
- Epistola ad Acircium, une lettre adressée au roi Aldfrith de Northumbrie qui se compose de trois traités :
  - De septenario, sur le rôle du chiffre sept dans l'arithmologie ;
  - De metris, sur le mètre poétique ;
  - De pedum regulis, sur la scansion.
- d'autres lettres adressées à divers destinataires : l'évêque de Winchester Leuthère, le roi Geraint de Domnonée, l'abbé Adrien de Cantorbéry, Eahfrid, Cellanus, Sergius, ainsi qu'à ses propres élèves Wihtfrith et Æthilwald.

### Vers
- Carmen de virginitate, une version versifiée de l'œuvre en prose, longue de 2 900 hexamètres.
- Carmen rhythmicum, un poème en octosyllabes rimés décrivant un voyage en Cornouailles et dans le Devon.
- Carmina ecclesiastica (titre moderne), une série de tituli destinés à être gravés dans les églises.
- Enigmata, une série de 100 devinettes hexamétriques inspirée du recueil d'énigmes du poète romain Symphosius (en).